# Claudia Chiarelli
Claudia Chiarelli (Itàlia, 5 de juliol de 1964) és una esportista italiana que va competir en taekwondo. Va guanyar una medalla de bronze al Campionat Europeu de Taekwondo de 1982 en la categoria de +67 kg.

## Palmarès internacional
| Campionat Europeu | Campionat Europeu | Campionat Europeu | Campionat Europeu |
| any               | lloc              | medalla           | categoria         |
| ----------------- | ----------------- | ----------------- | ----------------- |
| 1982              | Roma ( Itàlia)    | 3                 | +67 kg            |